# Eichen (gemeindefreies Gebiet)
Das gemeindefreie Gebiet Eichen  (ⓘ) liegt im Oberpfälzer Landkreis Amberg-Sulzbach und zählt zur Metropolregion Nürnberg.

## Geografie
Der 2,7828 km²  * große Staatsforst Eichen liegt zwischen Sulzbach-Rosenberg, Poppenricht, Ammerthal und Illschwang auf der Gemarkung Eichen. Das Gebiet ist komplett bewaldet. Die Bundesstraße 85 verläuft im Norden ein kleines Stück durch das Gebiet und grenzt es im Wesentlichen nach Norden hin ab.  Die höchste Erhebung ist mit 445 m ü. NHN der Buchenknock (49° 27′ 29,59″ N, 11° 45′ 36,4″ O).